# ITV Cymru Wales
ITV Cymru Wales (ehemals: Harlech Television) ist ein privater Fernsehsender mit Hauptsitz in Cardiff, Wales. Der Sendebetrieb wurde am 1. Januar 2014 aufgenommen, nachdem man den gemeinsamen Sendebetrieb von ITV Wales and the West of England eingestellt hatte. Der Eigentümer des Senders ist ITV Broadcasting Ltd. Der Sender beschäftigt 100 Mitarbeiter und produziert verschiedene Formate, darunter regionale Sendungen als auch Sendungen für andere Sendestudios in Großbritannien.

## Geschichte
Die Sendegenehmigung wurde durch die Aufsplittung der Sender ITV Wales & West erteilt. Dadurch soll man mehr in der Lage sein, das regionale Programm besser an die Zuschauer anpassen. Am 30. Juni 2014 bezog der Sender seine neuen Studios in Cardiff Bay. Am 25. August 2015 begann der Sender mit der Ausstrahlung des Programms in HD.

## Programm
Der Sender produziert sechs Stunden Nachrichtensendungen pro Woche in englischer Sprache. Die Nachrichtensendung Wales at six wird jeden Tag um 18:00 Uhr live gesendet. Außerdem werden die Sendungen Newsweek Wales Sonntags am Mittag gesendet. Neben den Nachrichten werden auch andere Formate wie Serien, Dokumentationen und Sportevents gesendet. Der Sender produziert auch Sendungen für andere Sender darunter auch für den Sender S4C.